# Полтаваобленерго
АТ «Полтаваобленерго» — здійснює виробництво, передачу та постачання електричної та теплової енергії в Полтавському регіоні. Компанія обслуговує 43628 км електромереж, 10137 підстанцій. АТ «Полтаваобленерго» забезпечує енергопостачання 746 тис. споживачів. У 2009 році мережами компанії передано 4806 млн кВт·год електричної та 1,434 гігакалорій теплової енергії.

## Історія
У січні 1968 року із складу Полтавського підприємства електромереж відокремилося самостійне Полтавське відділення «Енергозбут» ВЕО «Харківенерго». 1 липня 1973 року було організоване обласне Полтавське відділення «Енергозбут», до якого увійшли Кременчуцьке, Миргородське та Лубенське відділення, створені раніше. Через три роки відділення знову зазнало реорганізації і стало Полтавським обласним підприємством «Енергозбут». А у 1981 році — чергова реорганізація: Полтавське обласне підприємство «Енергонагляд» тепер мало у своєму складі 27 міжрайонних, районних і окремих дільниць енергонагляду.
За наказом Міненерго України № 81 від 21 квітня 1995 року виробничо-енергетичне об'єднання «Харківенерго» було розділене на три окремих підприємства: Харківське, Сумське та Полтавське. 7 вересня 1995 року на базі Полтавського підприємства електромереж «Енергозбут» було створене Державне енергопостачальне підприємство «Полтаваобленерго», куди на правах структурних підрозділів увійшли Східне і Лубенське підприємства.
Згідно з Указом Президента України «Про структурну перебудову в електроенергетичному комплексі», наказом Міністерства палива й енергетики України № 132 від 28 квітня 1995 року на базі Державного енергетичного підприємства «Полтаваобленерго» була створена Державна акціонерна компанія (ДАЕК) «Полтаваобленерго».

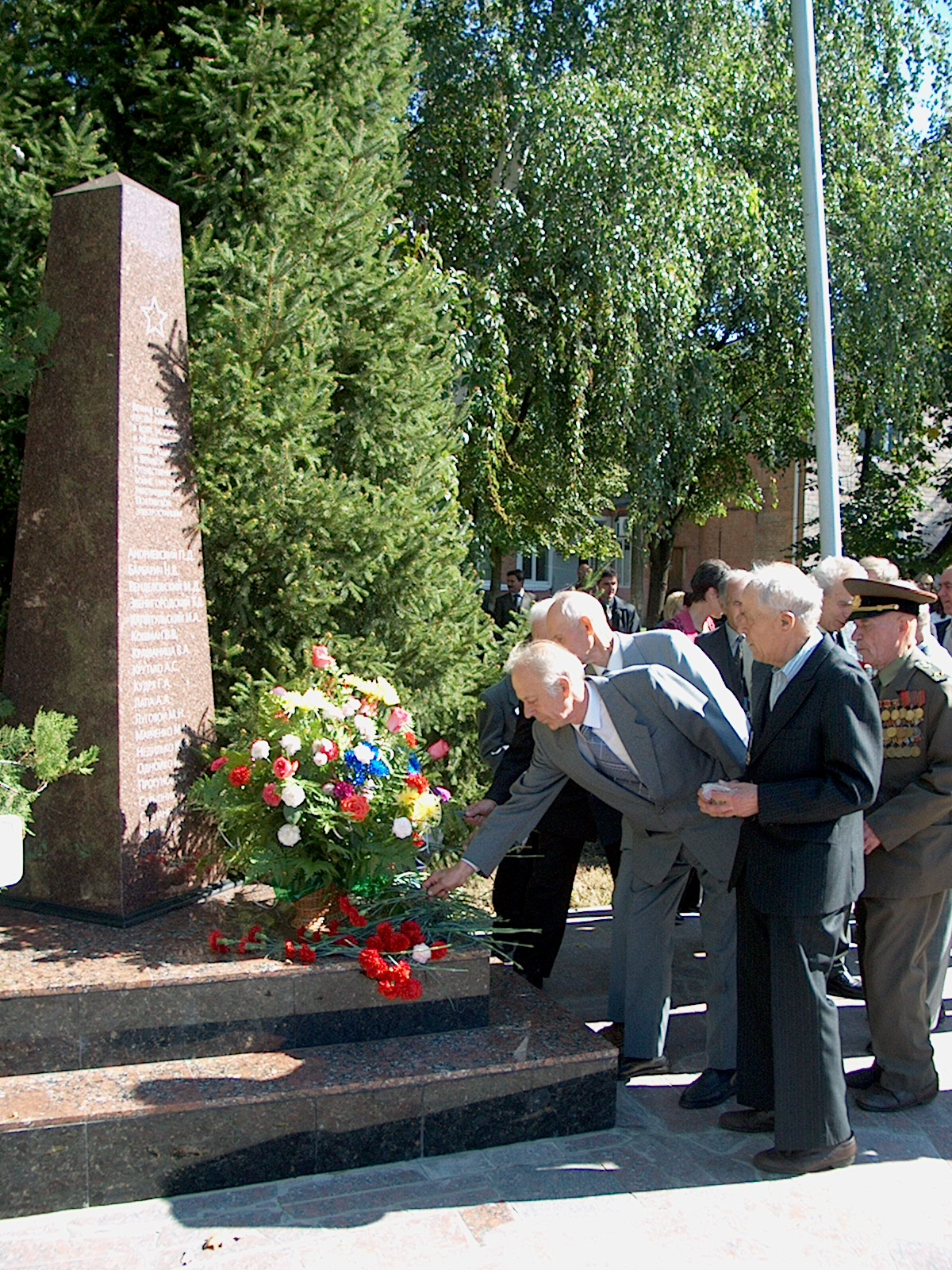
Покладення квітів ветеранами до пам'ятника полеглим воїнам — робітникам електростанції

У 1997 році ДАЕК «Полтаваобленерго» рішенням загальних зборів акціонерів було перетворене у відкрите акціонерне товариство (ВАТ) «Полтаваобленерго». Самостійні підрозділи енергокомпанії — Лубенське і Східне підприємства — були ліквідовані, а їх виробничі підрозділи увійшли до складу відповідних служб «Полтаваобленерго». Райони електромереж були реорганізовані у філії тих же районів

## Характеристика підприємства

Фінансові показники компанії

Зараз ВАТ «Полтаваобленерго», правонаступник державної енергетичної компанії «Полтаваобленерго», — сучасне, стабільне підприємство з гарним промислово-технічним потенціалом та чудовими перспективами для подальшого розвитку. 5963 працівники підприємства забезпечують стабільну роботу чотирьох турбогенераторів Кременчуцької ТЕЦ, обслуговують 44 тис. км ліній різних класів напруги; 206 підстанції напругою 35 кВ та вище, 9873 підстанцій 6—10 кВ. Загальна кількість споживачів електричної енергії становить 747 513, теплову енергію компанія постачає 58 457 споживачів Щороку мережами ВАТ «Полтаваобленерго» передається 5,2 млрд кВт·год електроенергії, а технологічні втрати енергії — вагомий показник якості роботи електромереж компанії — щороку стабільно зменшується і не перевищують розрахункового нормативного показника.
Зусиллями полтавських енергетиків в області встановлену чітку платіжну дисципліну. У 2009 році доходи ВАТ «Полтаваобленерго» від реалізації продукції споживачам зросли на чверть і перевищили 2,1 млрд грн. Збитковість роботи ВАТ «Полтаваобленерго» у 2002—2004 роках поступово змінилася на 70 млн грн прибутку у 2010 році.
6 квітня 2011 року обласна енергопостачальна компанія ВАТ «Полтаваобленерго» оголосила тендер з відбору банку для залучення кредитної лінії на 30 млн грн.
Фінансова стабілізація роботи компанії дозволила значні обсяги коштів спрямувати на технічне переозброєння, модернізацію обладнання електромереж. Понад 100 млн грн, передбачених інвестиційною складовою тарифів на електричну та теплову енергію, у 2009 році було використано для модернізації та заміни застарілого електроенергетичного обладнання та обладнання Кременчуцької ТЕЦ. Більша частина коштів спрямована на покращення технічного стану електромереж, решта використана для впровадження сучасних інформаційних технологій управління та контролю за роботою енергооб'єктів, для автоматизації процесу постачання енергії споживачам та розрахунків з ними, впровадження нових технологій зв'язку та передачі даних, на будівництво нових енергооб'єктів підприємства, придбання автотранспорту, поліпшення умов праці для працівників ВАТ «Полтаваобленерго».
Мажоритарними акціонерами компанії є кіпрські (офшори) та українські компанії афільовані з олігархами Коломойським та Григоришиним.